# Maturalno putovanje
Maturalno putovanje, maturalac ili ekskurzija je višednevni zajednički izlet učenika završnih razreda srednje škole. Obično je na rasporedu tijekom školskih praznika, u Hrvatskoj pred kraj ljetnih praznika, odnosno u kolovozu ili rujnu, prije početka završne nastavne godine. Kao i kod većine školskih izleta, nominalna svrha maturalnog putovanje je obrazovna, odnosno omogućavanje učenicima upoznavanje s prirodnim i kulturnim znamenitostima odredišta.
Putovanje također predstavlja svojevrsni ritual zrelosti tijekom koga učenici obično prvi put dulje vremena provode bez nadzora roditelja, odnosno preuzimaju odgovornost koja bi trebala doći s punoljetnošću. Za same učenike glavni motiv maturalnog putovanja je zabava.
Organizacija, financiranje i trajanje maturalnog putovanja ovise o obrazovnom sustavu i socioekonomskim prilikama pojedine zemlje. U Hrvatskoj se ustalio običaj da maturalna putovanja financiraju obitelji učenika te da odredišta budu strane zemlje. Putovanja obično traju oko tjedan dana, a kao prijevozno sredstvo najčešće služi autobus, a rjeđe brodovi i zrakoplovi.